# Thụy Anh, Hưng Yên
Thụy Anh là một xã thuộc tỉnh Hưng Yên, Việt Nam.

## Địa lý
Xã Thụy Anh nằm ở phía đông của tỉnh Hưng Yên, có vị trí địa lý:
- Phía đông giáp xã BắcThụy Anh và xã Thái Thụy.
- Phía tây giáp xã Tây Thụy Anh và xã Nam Thụy Anh.
- Phía nam giáp xã Bắc Thái Ninh.
- Phía bắc giáp xã Vĩnh Hải của thành phố Hải Phòng, có ranh giới tự nhiên là sông Hóa.

## Lịch sử
Ngày 16 tháng 6 năm 2025, Ủy ban Thường vụ Quốc hội ban hành Nghị quyết số 1666/NQ-UBTVQH15 về việc sắp xếp các đơn vị hành chính cấp xã của tỉnh Hưng Yên năm 2025. Theo đó, sắp xếp toàn bộ diện tích tự nhiên, quy mô dân số của các xã Thụy Sơn, Dương Phúc và Thụy Hưng thành xã mới có tên gọi là xã Thụy Anh.